# S.S. Lazio
Società Sportiva Lazio (phát âm tiếng Ý: [sotʃeˈta sporˈtiːva ˈlattsjo]), được biết đến đơn giản với cái tên Lazio (phát âm tiếng Ý: [ˈlattsjo]), là một câu lạc bộ thể thao chuyên nghiệp có trụ sở ở Roma, nổi tiếng nhất với những hoạt động bóng đá. Đội bóng được thành lập vào năm 1900, chơi ở Serie A và dành phần lớn lịch sử của họ trong tốp đầu của bóng đá Ý. Lazio đã vô địch Serie A hai lần và đoạt danh hiệu Coppa Italia sáu lần, Siêu cúp bóng đá Ý ba lần và giành cả hai UEFA Cup Winners' Cup và Siêu cúp bóng đá châu Âu chỉ trong một lần.
Câu lạc bộ có thành công lớn đầu tiên năm 1958 khi đoạt danh hiệu quốc nội. Năm 1974 họ đoạt danh hiệu Serie A đầu tiên. 15 năm qua đã từng có khoảng thời gian thành công nhất trong lịch sử Lazio, chứng kiến họ giành Cúp C2 và Siêu cúp châu Âu năm 1999, chức vô địch Serie A năm 2000, một vài cúp nội địa và tiến tới trận chung kết Cúp UEFA năm 1998.
Những bộ trang phục truyền thống của Lazio là áo màu xanh da trời và quần đùi trắng với tất trắng; màu sắc làm gợi nhớ đến di sản Hy Lạp cổ đại của Roma. Sân nhà của đội là sân vận động Olimpico với sức chứa 70.634 chỗ ngồi tại Roma mà họ cùng chia sẻ với AS Roma đến cuối năm 2016, khi sau này nhường chỗ cho sân vận động Roma. Lazio có một mối thù địch lâu đời với Roma, với những kẻ mà họ tranh tài tại derby della Capitale ("Derby thủ đô" hay "Derby Roma") kể từ năm 1929. Lazio cũng là câu lạc bộ thể thao tham gia vào 40 bộ môn trong tất cả các môn, nhiều hơn bất kỳ câu lạc bộ nào khác trên thế giới.

## Lịch sử

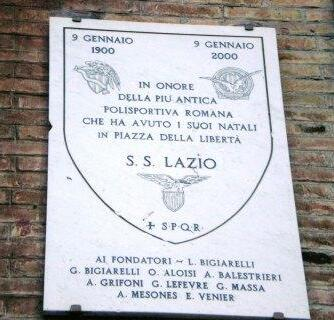
Tấm bảng kỷ niệm thành lập Lazio tại Quảng trường Tự do (Prati, Roma).

Società Podistica Lazio được thành lập vào ngày 9 tháng 1 năm 1900 ở quận Prati của Rome. Đến năm 1910 câu lạc bộ vẫn chơi ở nghiệp dư đến khi chính thức gia nhập giải vô địch quốc gia năm 1912 ngay khi Liên đoàn bóng đá Ý bắt đầu tổ chức giải đấu ở trung tâm và phía nam nước Ý. Đội bóng lọt đến trận chung kết play-off giải vô địch quốc gia ba lần nhưng chưa bao giờ thắng, lần lượt thất bại năm 1913 trước Pro Vercelli, năm 1914 trước Casale và năm 1923 trước Genoa 1893. Năm 1927 Lazio là câu lạc bộ La Mã lớn duy nhất có những nỗ lực chống lại chế độ phát xít để hợp nhất tất cả những đội bóng của thành phố thành những gì sẽ trở thành A.S. Roma cùng năm đó. Câu lạc bộ chơi trong giải Serie A đầu tiên được tổ chức và dẫn dắt bởi tiền đạo huyền thoại người Ý Silvio Piola, đạt vị trí á quân năm 1937 - kết quả cao nhất của đội trước chiến tranh.
Thập niên 1950 chứng kiến những kết quả trung bình và nửa trên bảng xếp hạng với chiến thắng Coppa Italia năm 1958. Lazio phải tụt hạng lần đầu tiên năm 1961 xuống Serie B nhưng trở lại với hạng đấu cao nhất hai năm sau đó. Sau một số vị trí ở giữa bảng xếp hạng, họ tiếp tục có một lần xuống hạng khác sau mùa 1970-71. Trở lại Serie A trong mùa 1972-73, Lazio ngay lập tức nổi lên là một thách thức bất ngờ cho danh hiệu Scudetto đối với Milan và Juventus trong mùa 1972-73, chỉ để thua trong ngày cuối cùng của mùa giải với đội hình bao gồm đội trưởng Giuseppe Wilson cũng như các tiền vệ Luciano Re Cecconi và Mario Frustalupi, tiền đạo Giorgio Chinaglia và huấn luyện viên trưởng Tommaso Maestrelli. Lazio đã cải thiện và gặt hái được những thành công trong mùa giải tiếp theo, đảm bảo chức vô địch đầu tiên của đội bóng trong mùa 1973-74.

## Màu áo, biểu trưng và biệt danh

Biểu trưng cũ được sử dụng đến cuối mùa 1991–1992.

Màu áo trắng và xanh da trời của Lazio lấy cảm hứng từ quốc huy Hy Lạp, bởi Lazio là một câu lạc bộ thể thao hỗn hợp được chọn trong sự ghi nhận thực tế rằng Thế vận hội Olympic cổ đại và cùng với đó là truyền thống thể thao ở Châu Âu có liên quan đến Hy Lạp.
Ban đầu Lazio mặc một chiếc áo được chia làm bốn phân màu trắng và xanh da trời với quần tất đen. Sau một thời gian mặc chiếc áo sơ mi chỉ đúng một màu trắng, Lazio đã quay lại với màu áo mà họ mặc ngày nay. Một vài mùa giải Lazio từng sử dụng áo xanh da trời và viền trắng, nhưng thường nó là màu xanh da trời xen lẫn trắng với quần tất trắng. Màu áo của Lazio cũng khiến họ có biệt danh tiếng Ý là biancocelesti.
Biểu trưng và biểu tượng câu lạc bộ truyền thống của Lazio là một con đại bàng do thành viên sáng lập Luigi Bigiarelli chọn. Đây là một sự công nhận đối với biểu tượng của thần Zeus (vị thần của bầu trời và sấm sét trong thần thoại Hy Lạp) thường được biết tới với cái tên Aquila; cách sử dụng biểu trưng của Lazio cũng có mối liên hệ đến những biệt danh của đội bóng le Aquile và Aquilotti (đều cùng nghĩa là Đại bàng). Biểu trưng đội bóng hiện tại còn có thêm một chú đại bàng vàng bên trên một chiếc khiên trắng viền xanh, bên trong chiếc khiên là tên câu lạc bộ và một tấm khiên nhỏ hơn chia làm ba phần tương ứng với màu áo của đội bóng.

## Sân vận động

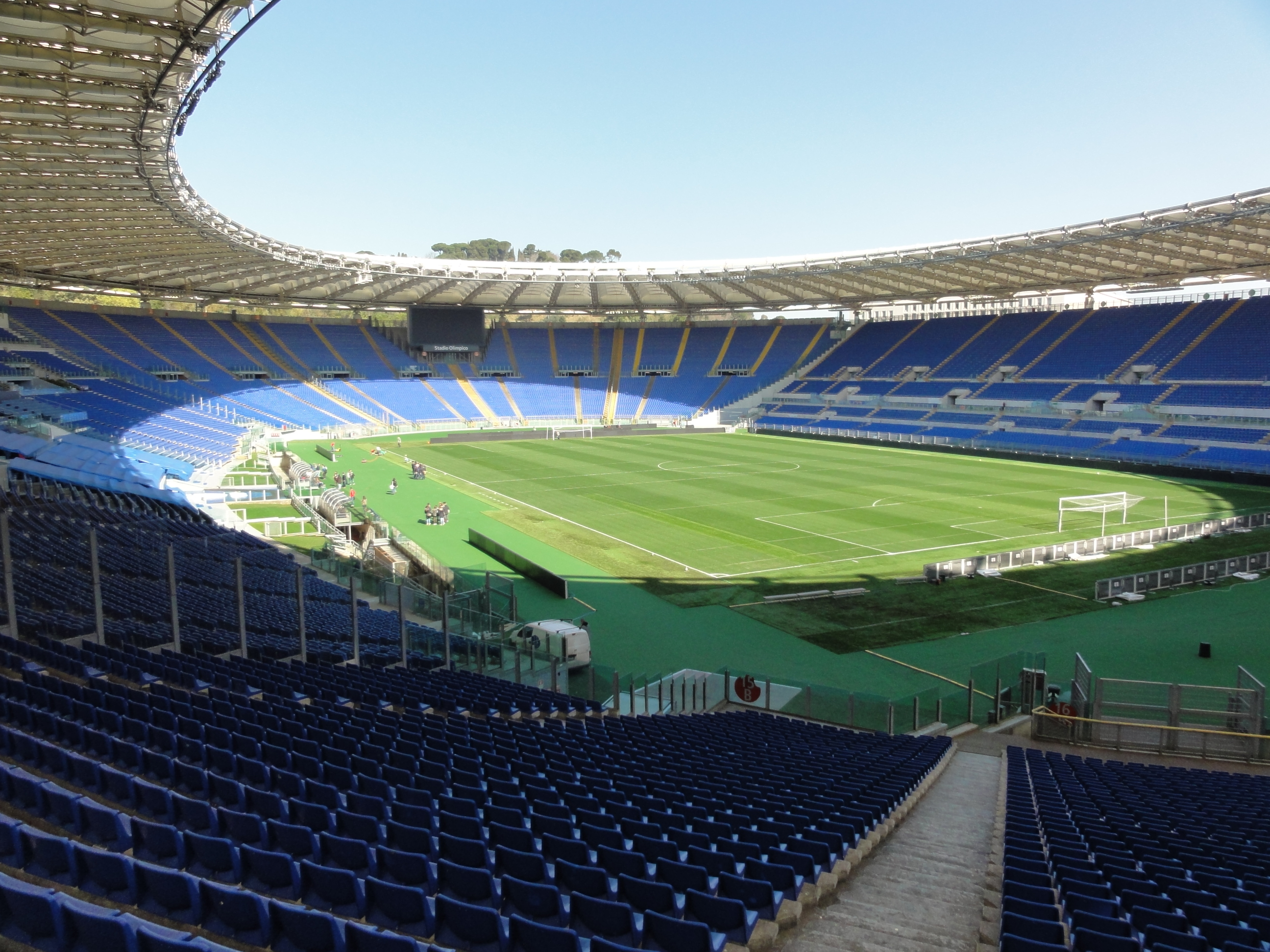
Sân vận động Olimpico sử dụng trong trận chung kết Champions League 2009.

Sân vận động Olimpico tọa lạc tại Foro Italico là một sân vận động ở Rome, Ý. Đây là sân nhà của đội tuyển bóng đá quốc gia Ý cũng như những đội bóng địa phương S.S. Lazio và Roma. Nó được mở cửa năm 1937 và sau đợt nâng cấp mới nhất vào năm 2008, sân vận động có sức chứa 70.634 chỗ ngồi. Đây là nơi tổ chức Thế vận hội Mùa hè 1960, đồng thời được phục vụ làm địa điểm thi đấu của World Athletics Championships 1987, chung kết UEFA Euro 1980 và trong các trận chung kết Champions League năm 1996 và 2009.
Cũng trên đất Foro Italico là sân vận động Marmi (hay "cẩm thạch"), được xây dựng năm 1932 và thiết kế bởi Enrico Del Debbio. Nó có những tầng nóc của 60 bức tượng đá cẩm thạch trắng vốn là những món quà từ các thành phố của Ý trong lễ tưởng nhớ 60 vận động viên. Trong mùa 1989-1990, Lazio và Roma chơi các trận sân nhà của họ tại sân vận động Flaminio của Rome, tọa lạc ở quận Flaminio bởi những công việc cải tạo đang được thực hiện tại sân vận động Olimpico.

## Cổ động viên và kình địch

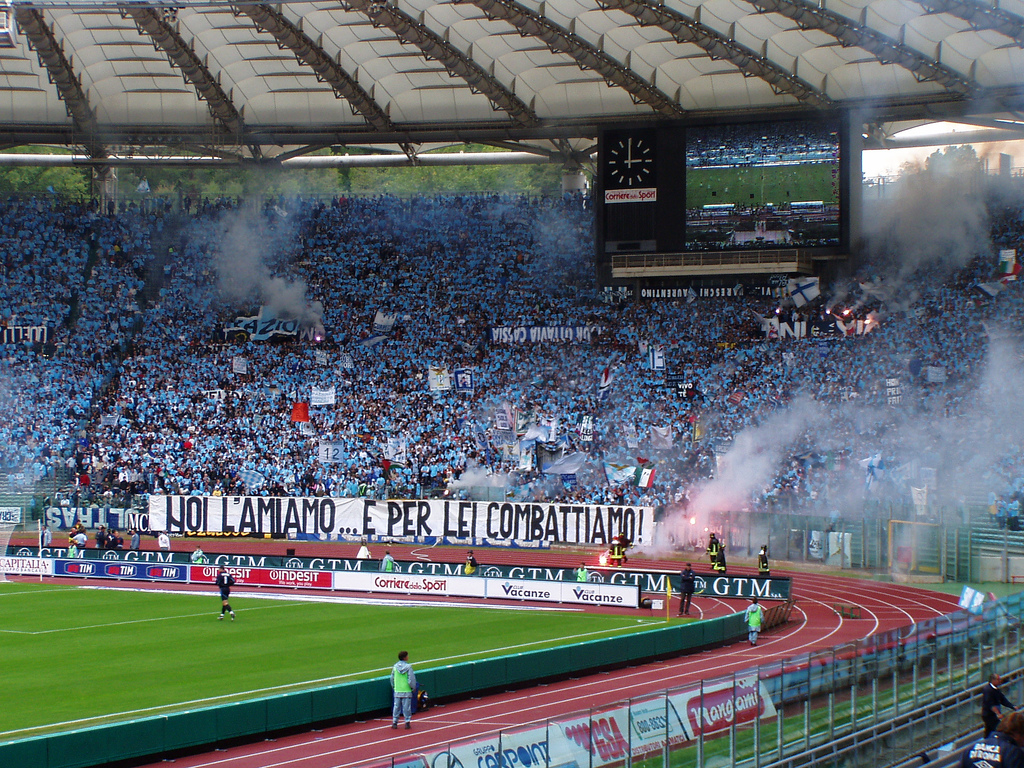
Cổ động viên S.S. Lazio ở khán đài Bắc của Sân vận động Olimpico.

Lazio là câu lạc bộ bóng đá có lượng cổ động viên cao thứ sáu tại Ý và thứ hai ở Rome, với khoảng 2% cổ động viên bóng đá Ý hâm mộ đội bóng (theo nghiên cứu của la Repubblica vào tháng 8 năm 2008). Trong lịch sử khu vực chứa phần đông người hâm mộ Lazio trong thành phố Rome đều đến từ khu vực phía Bắc xa xôi, tạo thành một hình vòng cung như chiếc khuôn qua Rome với những khu vực giàu có như Parioli, Prati, Flaminio, Cassia và Monte Mario.
Thành lập năm 1987, Irriducibili Lazio là nhóm cổ động viên cực đoan lớn nhất của câu lạc bộ trong vòng 20 năm qua. Thông thường thời gian duy nhất họ tạo ra những màn trình diễn cổ động truyền thống Ý là cho Derby della Capitale, trận đấu giữa Lazio và kình địch chính của đội là Roma. Được biết đến ở các nước nói tiếng Anh là derby thành Rome, đây là một trong những mối kình địch bóng đá nóng bỏng và cảm xúc nhất trên thế giới. Cổ động viên Lazio Vincenzo Paparelli từng bị thiệt mạng trong một trận derby ở mùa 1979-80 sau khi bị đánh vào mắt bởi một quả pháo sáng khẩn cấp mà một cổ động viên Roma ném ra. Lazio cũng có mối thù địch mạnh mẽ với Napoli và Livorno, ngược lại các cổ động viên lại có những mối quan hệ thân thiện với Inter Milan, Triestina và Hellas Verona.

## Thống kê và kỷ lục

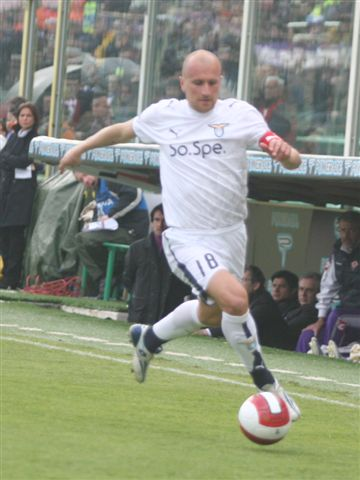
Tommaso Rocchi

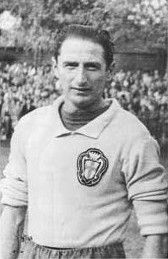
Silvio Piola

Giuseppe Favalli giữ kỉ lục số lần ra sân chính thức nhiều nhất của Lazio khi có 401 trận trong suốt 16 năm từ năm 1992 đến 2004. Kỷ lục tổng số lần ra sân nhiều nhất của một thủ môn thuộc về Luca Marchegiani với 339 trận, trong khi kỷ lục số lần ra sân tại giải vô địch quốc gia do Aldo Puccinelli nắm giữ với 339 trận.
Cầu thủ săn bàn hàng đầu mọi thời đại của Lazio là Silvio Piola với 149 bàn thắng. Piola cũng chơi cho Pro Vercelli, Torino, Juventus và Novara và cũng là chân sút xuất sắc nhất lịch sử Serie A với 274 pha lập công. Simone Inzaghi là vua phá lưới mọi thời đại tại đấu trường Châu Âu với 20 bàn thắng. Ông cũng là một trong năm cầu thủ từng ghi bốn bàn trong một trận đấu tại Champions League.
Sức chứa chính thức lớn nhất của sân nhà Lazio là gần 80.000 chỗ ngồi cho một trận đấu ở Serie A đối đầu Foggia vào ngày 12 tháng 5 năm 1974, trận đấu mà Lazio được trao cúp Scudetto đầu tiên. Đây cũng là kỷ lục của sân vận động Olimpico, bao gồm cả những trận đấu của A.S. Roma và đội tuyển bóng đá quốc gia Ý.
|    | Tên              | Số trận |
| -- | ---------------- | ------- |
| 1  | Giuseppe Favalli | 401     |
| 2  | Giuseppe Wilson  | 394     |
| 3  | Paolo Negro      | 376     |
| 4  | Aldo Puccinelli  | 342     |
| 5  | Luca Marchegiani | 339     |
| 6  | Vincenzo D'Amico | 338     |
| 7  | Cristian Ledesma | 318     |
| 8  | Stefano Mauri    | 303     |
| 9  | Tommaso Rocchi   | 293     |
| 10 | Idilio Cei       | 287     |

|    | Tên                | Bàn thắng |
| -- | ------------------ | --------- |
| 1  | Ciro Immobile      | 154       |
| 2  | Silvio Piola       | 149       |
| 3  | Giuseppe Signori   | 127       |
| 4  | Giorgio Chinaglia  | 122       |
| 5  | Bruno Giordano     | 108       |
| 6  | Tommaso Rocchi     | 105       |
| 7  | Aldo Puccinelli    | 78        |
| 8  | Renzo Garlaschelli | 64        |
| 9  | Goran Pandev       | 64        |
| 10 | Miroslav Klose     | 64        |

## Danh hiệu

### Quốc gia
- Serie A: 2

Vô địch (2): 1973–74; 1999–2000
- Coppa Italia: 7

Vô địch (7): 1957–58; 1997–98; 1999–00; 2003–04; 2008–09; 2012–13; 2018–19
- Siêu cúp Ý: 4

Vô địch (5): 1998; 2000; 2009, 2017;  2019
- Serie B: 1

Vô địch (1): 1968-69

### Châu âu
- UEFA Cup Winners' Cup/Cúp C2

Vô địch (1): 1998–99
- UEFA Super Cup/Siêu cúp bóng đá châu Âu

Vô địch (1): 1999

### Các danh hiệu khác
- Amsterdam Tournament:

Vô địch: 1999
- Ted Bates Trophy:

Vô địch: 2007
- Teresa Herrera Trophy:

Vô địch: 1950
- Trofeo Ciudad de Vigo:

Vô địch: 1997

## Cầu thủ

### Đội hình hiện tại
Tính đến ngày 3/9/2024.
Ghi chú: Quốc kỳ chỉ đội tuyển quốc gia được xác định rõ trong điều lệ tư cách FIFA. Các cầu thủ có thể giữ hơn một quốc tịch ngoài FIFA.
| Số | VT | Quốc gia    | Cầu thủ                                 |
| -- | -- | ----------- | --------------------------------------- |
| 2  | HV | Pháp        | Samuel Gigot (mượn từ Marseille)        |
| 3  | HV | Ý           | Luca Pellegrini (mượn từ Juventus)      |
| 4  | HV | Tây Ban Nha | Patric                                  |
| 5  | TV | Uruguay     | Matías Vecino                           |
| 6  | TV | Ý           | Nicolò Rovella (mượn từ Juventus)       |
| 7  | TV | Nigeria     | Fisayo Dele-Bashiru (mượn từ Hatayspor) |
| 8  | TV | Pháp        | Mattéo Guendouzi                        |
| 9  | TĐ | Tây Ban Nha | Pedro                                   |
| 10 | TV | Ý           | Mattia Zaccagni                         |
| 11 | TĐ | Argentina   | Taty Castellanos                        |
| 13 | HV | Ý           | Alessio Romagnoli                       |
| 14 | TĐ | Hà Lan      | Tijjani Noslin                          |
| 18 | TĐ | Đan Mạch    | Gustav Isaksen                          |
| 19 | TĐ | Sénégal     | Boulaye Dia (mượn từ Salernitana)       |

| Số | VT | Quốc gia    | Cầu thủ                        |
| -- | -- | ----------- | ------------------------------ |
| 20 | TĐ | Pháp        | Loum Tchaouna                  |
| 22 | TV | Ý           | Gaetano Castrovilli            |
| 23 | HV | Albania     | Elseid Hysaj                   |
| 26 | TV | Croatia     | Toma Bašić                     |
| 28 | TV | Ý           | André Anderson                 |
| 29 | TV | Ý           | Manuel Lazzari                 |
| 30 | HV | Bồ Đào Nha  | Nuno Tavares (mượn từ Arsenal) |
| 34 | HV | Tây Ban Nha | Mario Gila                     |
| 35 | TM | Hy Lạp      | Christos Mandas                |
| 55 | TM | Ý           | Alessio Furlanetto             |
| 77 | HV | Montenegro  | Adam Marušić (đội phó)         |
| 92 | TV | Bờ Biển Ngà | Jean-Daniel Akpa Akpro         |
| 94 | TM | Ý           | Ivan Provedel                  |

### Đội trẻ
Tính đến ngày 3/9/2024
Ghi chú: Quốc kỳ chỉ đội tuyển quốc gia được xác định rõ trong điều lệ tư cách FIFA. Các cầu thủ có thể giữ hơn một quốc tịch ngoài FIFA.
| Số | VT | Quốc gia | Cầu thủ         |
| -- | -- | -------- | --------------- |
| 59 | TM | Ý        | Davide Renzetti |

### Các cầu thủ khác theo hợp đồng
Tính đến ngày 3/9/2024
Ghi chú: Quốc kỳ chỉ đội tuyển quốc gia được xác định rõ trong điều lệ tư cách FIFA. Các cầu thủ có thể giữ hơn một quốc tịch ngoài FIFA.
| Số | VT | Quốc gia    | Cầu thủ                |
| -- | -- | ----------- | ---------------------- |
| —  | TV | Bờ Biển Ngà | Jean-Daniel Akpa Akpro |
| —  | TV | Ý           | André Anderson         |

| Số | VT | Quốc gia | Cầu thủ        |
| -- | -- | -------- | -------------- |
| —  | TV | Croatia  | Toma Bašić     |
| —  | TĐ | Paraguay | Diego González |

### Cho mượn
Tính đến ngày 3/9/2024
Ghi chú: Quốc kỳ chỉ đội tuyển quốc gia được xác định rõ trong điều lệ tư cách FIFA. Các cầu thủ có thể giữ hơn một quốc tịch ngoài FIFA.
| Số | VT | Quốc gia | Cầu thủ                                                   |
| -- | -- | -------- | --------------------------------------------------------- |
| —  | HV | Ý        | Nicolò Casale (tại Bologna đến 30/6/2025)                 |
| —  | HV | Algérie  | Mohamed Farès (tại Panserraikos đến 30/6/2025)            |
| —  | HV | Serbia   | Dimitrije Kamenović (tại Yverdon đến 30/6/2025)           |
| —  | HV | Ý        | Romano Floriani Mussolini (tại Juve Stabia đến 30/6/2025) |
| —  | TV | Brasil   | Marcos Antônio (tại São Paulo đến 30/6/2025)              |
| —  | TV | Ý        | Marco Bertini (tại Ascoli đến 30/6/2025)                  |

| Số | VT | Quốc gia   | Cầu thủ                                            |
| -- | -- | ---------- | -------------------------------------------------- |
| —  | TV | Ý          | Danilo Cataldi (tại Fiorentina đến 30/6/2025)      |
| —  | TĐ | Ý          | Gabriele Artistico (tại Juve Stabia đến 30/6/2025) |
| —  | TĐ | Ý          | Matteo Cancellieri (tại Parma đến 30/6/2025)       |
| —  | TĐ | Ý          | Valerio Crespi (tại Südtirol đến 30/6/2025)        |
| —  | TĐ | Bồ Đào Nha | Saná Fernandes (tại NAC Breda đến 30/6/2025)       |

### Số áo được treo
12 – Kể từ mùa giải 2003–04, Curva Nord (khán đài Bắc) của sân vận động Olimpico, như một dấu hiệu nhận biết, được coi là cầu thủ thứ 12 trên sân.

## Các chủ tịch
| Tên                 | Quốc tịch | Năm       |
| ------------------- | --------- | --------- |
| Giuseppe Pedercini  | Ý         | 1901-1904 |
| Fortunato Ballerini | Ý         | 1904-1925 |
| Giorgio Guglielmi   | Ý         | 1924-1925 |
| Gerardo Branca      | Ý         | 1925-1926 |
| Riccardo Barisonzo  | Ý         | 1926-1927 |
| Remo Zenobi         | Ý         | 1927-1932 |
| Alfredo Palmieri    | Ý         | 1932-1933 |
| Eugenio Gualdi      | Ý         | 1933-1938 |
| Remo Zenobi         | Ý         | 1938-1939 |
| Andrea Ercoli       | Ý         | 1939-1941 |
| Giovanni Minotto    | Ý         | 1941-1944 |

| Tên                  | Quốc tịch | Năm       |
| -------------------- | --------- | --------- |
| Andrea Ercoli        | Ý         | 1944-1948 |
| Renato Bornigia      | Ý         | 1948      |
| Giovanni Mazzitelli  | Ý         | 1948-1949 |
| Remo Zenobi          | Ý         | 1949-1953 |
| Costantino Tessarolo | Ý         | 1953-1956 |
| Leonardo Siliato     | Ý         | 1956-1960 |
| Massimo Giovannini   | Ý         | 1960-1962 |
| Ernesto Brivio       | Ý         | 1962-1963 |
| Angelo Miceli        | Ý         | 1963-1964 |
| Giorgio Vaccaro      | Ý         | 1964-1965 |
| Umberto Lenzini      | Ý         | 1965-1980 |

| Tên                  | Quốc tịch | Năm       |
| -------------------- | --------- | --------- |
| Aldo Lenzini         | Ý         | 1980-1981 |
| Gian Chiarion Casoni | Ý         | 1981-1983 |
| Giorgio Chinaglia    | Ý         | 1983-1986 |
| Franco Chimenti      | Ý         | 1986      |
| Gianmarco Calleri    | Ý         | 1986-1992 |
| Sergio Cragnotti     | Ý         | 1992-1994 |
| Dino Zoff            | Ý         | 1994-1998 |
| Sergio Cragnotti     | Ý         | 1998-2003 |
| Ugo Longo            | Ý         | 2003-2004 |
| Claudio Lotito       | Ý         | 2004-nay  |

## Các nhà vô địch World Cup
- Anfilogino Guarisi (World Cup 1934)
- Silvio Piola (World Cup 1938)
- Massimo Oddo (World Cup 2006)
- Angelo Peruzzi (World Cup 2006)
- Miroslav Klose (World Cup 2014)

## Các nhà tài trợ trang phục thi đấu
| Năm       | Nhà tài trợ                                          |
| --------- | ---------------------------------------------------- |
| 1981–1982 | Tonini                                               |
| 1982–1984 | Seleco                                               |
| 1984–1986 | Castor                                               |
| 1986–1991 | Cassa di Risparmio di Roma                           |
| 1991–1992 | Banco di Santo Spirito                               |
| 1992-1996 | Banca di Roma                                        |
| 1996–2000 | Cirio                                                |
| 1998–1999 | Del Monte (UEFA Cup Winners' Cup)                    |
| 1999-2000 | Stream (Coppa Italia)                                |
| 2000–2003 | Siemens                                              |
| 2003-2005 | Parmacotto                                           |
| 2003-2004 | Indesit (Coppa Italia)                               |
| 2005–2007 | INA Assitalia (Insurance)                            |
| 2007–2008 | So.Spe. Edileuropa                                   |
| 2008-2009 | PES 2009 Groupama (Insurance) Cucciolone Algida      |
| 2009      | Regione Lazio (Italian Super Cup) Edileuropa Paideia |

| Năm       | Nhà cung cấp |
| --------- | ------------ |
| 1963–1964 | Lacoste      |
| 1972–1976 | Tuttosport   |
| 1977–1979 | NR (Ennerre) |
| 1979–1980 | Pouchain     |
| 1980–1982 | Adidas       |
| 1982–1986 | NR (Ennerre) |
| 1986–1987 | Tuttosport   |
| 1987–1989 | Kappa        |
| 1989–1998 | Umbro        |
| 1998-nay  | Puma         |